# Santa Filomena (Piauí)
Santa Filomena is een gemeente in de Braziliaanse deelstaat Piauí. De gemeente telt 6.180 inwoners (schatting 2009).

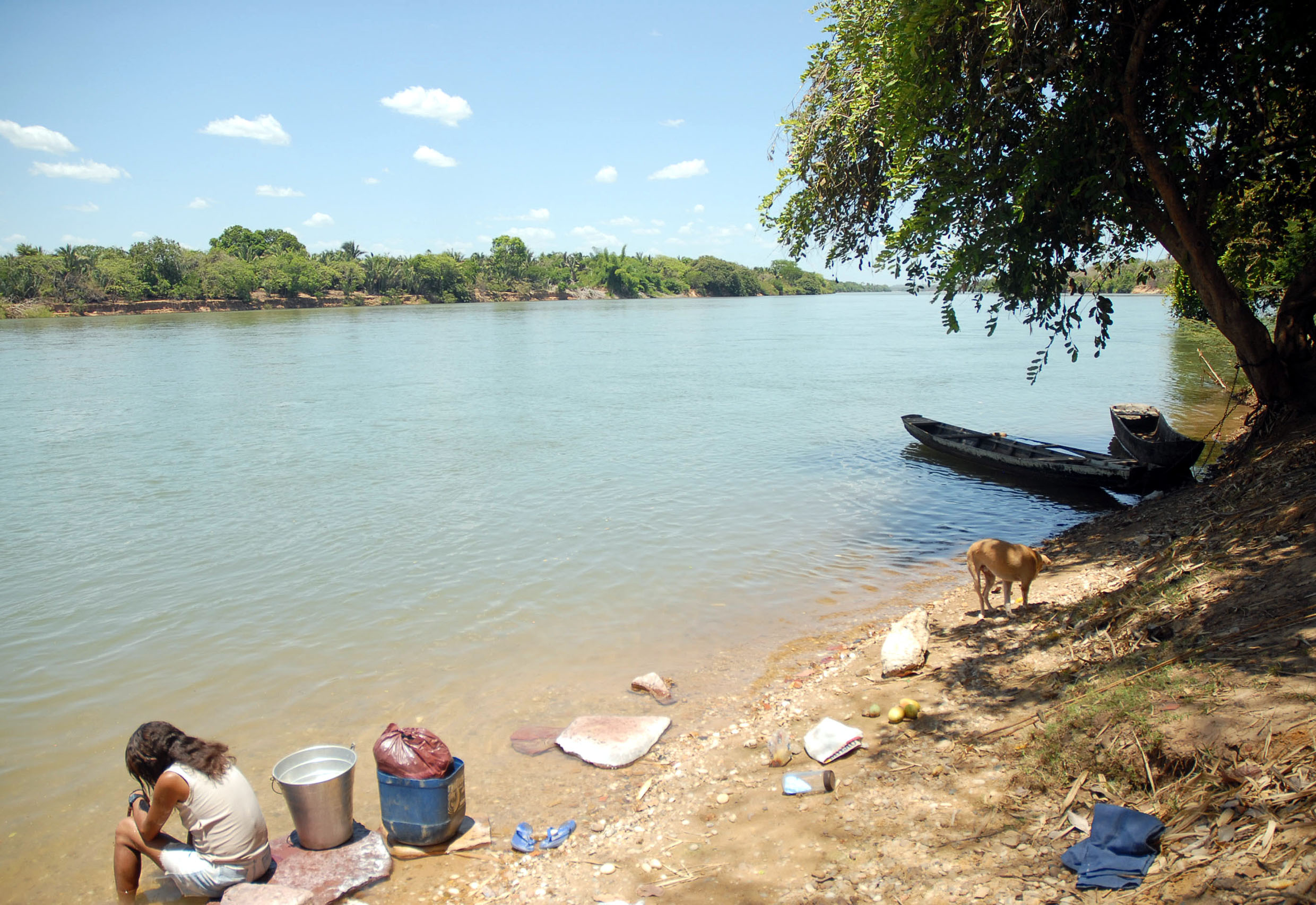
Rivier de Parnaíba bij Nazária (Santa Filomena)